# آپاراجیتو
آپاراجیتو (بنگالی: [অপরাজিত Ôporajito] Error: {{Lang}}: متن دارای نشانه‌گذاری ایتالیک است (راهنما)) فیلمی در ژانر درام به کارگردانی ساتیاجیت رای است که در سال ۱۹۵۶ منتشر شد.
این فیلم موفق شد جایزهٔ شیر طلایی جشنواره فیلم ونیز را از آنِ خود کند.